# Les aventures d'en Till Eulenspiegel
 Les aventures d'en Till Eulenspiegel  (títol original en francès: Les Aventures de Till l'Espiègle) és una pel·lícula d'aventures franco-alemanya dirigida per Gérard Philipe i Joris Ivens estrenada el 1956. Ha estat doblada al català. La pel·lícula va ser un fracàs comercial.

## Argument[2]
Al segle xvi, mentre Flandes és envaïda pels espanyols, Till Eulenspiegel fa servir tot d'estratagemes per entrar al servei de Fernando Alvaro de Toledo, duc d'Alba, i des d'aquest lloc, organitzar la resistència a l'invasor.

## Repartiment
- Gérard Philipe: Till Eulenspiegel
- Jean Vilar: El duc d'Alba
- Fernand Ledoux: Claes
- Nicole Berger: Nèle
- Jean Carmet: Lamme
- Jean Debucourt: El cardenal
- Erwin Geschonneck: Bras d'Acier
- Wilhelm Koch-Hooge: el príncep d'Orange
- Georges Chamarat: Simon Praet
- Raymond Souplex: Grippesous
- Françoise Fabian: Esperanza
- Elfriede Florin: Soetkin
- Gabrielle Fontan: l'àvia
- Margaret Legal: Katheline
- Félix Clément: el comandant
- Robert Porte
- Roland Piétri
- Alexandre Rignault
- Henri Nassiet
- Henri Marchand
- Roger Monteaux
- Lucien Callamand
- Jacky Planchot
- Joe Davray
- Yves Brainville
- Evelyne Lacroix